# 史蒂芬·布賴恩
史蒂芬·布賴恩（英語：Steve Brine，1974年1月28日—）是一位英格蘭政治人物，他的黨籍原是保守黨。自2010年開始，他擔任溫徹斯特選區選出的英國下議院議員，2019年9月因議會表決時不支持同黨首相鮑里斯·強森的脫歐提案，因而被開除黨籍。他畢業於利物浦希望大學，主修歷史。